# Brovallen
Brovallen, Igeltjärna-Brovallen – småort (miejscowość) w Szwecji, w regionie Dalarna, w gminie Avesta.